# Колпаков Олександр Лаврентійович
Олекса́ндр Лавре́нтійович Колпако́в (15 лютого 1922 — вересень 1995) — російський радянський письменник-фантаст.

## Біографія
Народився в с. Мачеха в Надволжі. Батько — Лаврентій Іванович Колпаков (1891—1938), уродженець с. Трьохстєнки Острогожського району Воронезької області, працював на керівних посадах; репресований (ВМП за куркульське минуле та антирадянську пропаганду 13.04.1938). Мати — Марія Іванівна, уродженка м. Урюпинськ, рано пішла з життя.
Олександра та його старшу сестру Єлизавету (1920—1996) виростила й виховала мачуха Олександра Іллівна.
Колпаков закінчив середню школу в 1939 році, потім був літпрацівником у районній газеті. В 1940 році призваний до Червоної армії. Учасник Німецько-радянської війни, воював у складі батареї 64-го Гаубицького артилерійського полку РГК 4 Ударної армії Калінінського фронту. До 1943 року сержант, старший радіотелеграфіст. Нагороджений медалями «За бойові заслуги» (наказ № 29 від 07.05.1943 по 64 Гауб. арт. полку) і «За відвагу» (наказ № 66 від 03.10.1943). В 1944 році з фронту з-під Вітебська був відправлений на офіцерські курси.
Після війни залишився на службі в армії. Вищу технічну освіту (інженер-хімік) здобув, закінчивши Військову академію РХБЗ та інженерних військ.
В 1956 році, після звільнення з військової служби, працював науковим співробітником у різних НДІ Москви. Отримав декілька авторських свідоцтв на винаходи в галузі хімічної технології.
Після розпаду СРСР, в 1990-ті роки був вимушений займатися літературною поденщиною, зокрема перекладами туркменської фантастики. У вересні 1995 року пропав безвісти на шляху з Ашгабата в Москву.

## Творчість
Перша публікація — оповідання «Один» («Знання — сила», 1959, інша назва — «Альфа Ерідана»).
Популярність, хоч і досить скандальну, автору приніс роман «Гріада» (1960, інша назва — «Колумби невідомих світів»), зібравши разом більшість відомих на той час штампів авантюрної фантастики. Згодом була зроблена пародія на частину цих штампів у відомому епізоді «подорож до описаного майбутнього» з книги братів Стругацьких «Понеділок починається в суботу», деякі деталі якого (подорож до центру Галактики, «Пантеон», в якому занурені в анабіоз жінки очікують космонавтів, що полетіли, тощо) вказують прямо на «Гріаду». Роман Колпакова критикували за спробу впровадити в радянську фантастику піджанр «космічної опери», а здебільшого — за кричуще ігнорування даних науки (навіть у тому обсязі, якого потребує специфіка жанру наукової фантастики), логіки, а також за плагіат (окремі сцени були майже дослівно взяті з роману Герберта Уеллса «Сплячий прокидається»). Згодом Колпакова ще декілька раз обвинувачували в плагіаті, проте деякі з цих звинувачень, наприклад, в запозиченнях у Л. Кошевого, виявилися помилковими — з'ясувалося, що під цим псевдонімом виступав сам Колпаков.
Оповідання Колпакова частково ввійшли до збірок «Море Мрії» (1964) та «Нетлінний промінь» (1971), більша їх частина була опублікована в збірці «На суші й на морі». У 1964 році разом із двома іншими письменниками Юрієм Котляром та Германом Чижевським написав листа до ЦК ВЛКСМ з критикою книг інших письменників-фантастів видавництва «Молодая гвардия», зокрема братів Стругацьких, Аріадни Громової, Єремія Парнова. 
Повідомлялося також про фантастичний роман Колпакова «Восьма спіраль», який не був опублікований.
Твори Колпакова перекладені англійською, болгарською, угорською, монгольською, німецькою, польською, сербською, хорватською, словацькою, французькою, чеською та японською мовами.

### Романи
- 1960 — «Гріада»

### Повісті та оповідання
далі: «НСМ» — альманах На суші й на морі.
- «Альфа Ерідана» // Альфа Ерідана // Море мрії
- рос. «Великая река» // НСМ-78
- рос. «Время — это квант света» // Ашхабад, 1977, 5
- рос. «В стране тумана и дождя» // НСМ-84
- рос. «Голубая Цефеида» // Юність, 1960, 4
- рос. «Если это случится…» // НСМ-68
- рос. «За орбитой Плутона» // Далекий Схід, 1971, 10
- рос. «И возгорится солнце» // НСМ-63
- рос. «Колумбы неведомых миров» // Дон, 1960, 7-10
- рос. «Континуум 2Z» // НСМ-66
- рос. «Море мечты» // Море мрії
- рос. «Нейтринный импульс» // Старшина-сержант, 1962, 10
- рос. «Нетленный луч» // Нетлінний промінь
- «Один» // ЗС, 1959, 10
- рос. «Око далёкого мира» // НСМ-62
- рос. «О чём молчат камни» // Нетлінний промінь
- рос. «Последний лемур» // Нетлінний промінь
- рос. «Пришелец» // Альфа Ерідана
- рос. «Пришельцы из Гондваны» // Нетлінний промінь
- рос. «Там, за морем мрака» // НСМ-71
- рос. «Формула притяжения» // Нетлінний промінь
- рос. «Холод в реторте» // ЗС, 1965, 11
- рос. «Цена миллисекунды» // «Юний Технік», 1961, 1-3
- рос. «Этеменигура» // НСМ-80